# Rodriguesophis scriptorcibatus
Rodriguesophis scriptorcibatus är en ormart som beskrevs av Rodrigues 1993. Rodriguesophis scriptorcibatus ingår i släktet Rodriguesophis och familjen snokar. Inga underarter finns listade i Catalogue of Life.
Denna orm förekommer i delstaten Bahia i Brasilien. Den lever i savannlandskapet Caatinga. Individerna gräver i lövskiktet och i det översta jordlagret. Födan utgörs av ödlor av släktet Calyptommatus. Individerna kan vara dag- och nattaktiva. Rodriguesophis scriptorcibatus blir upp till 312 mm lång (utan svans). Honor lägger ägg.
Beståndet hotas av sandtäckt, av landskapets omvandling till jordbruksmark och av träkolproduktionen. Utbredningsområdet är begränsat. IUCN listar arten som starkt hotad (EN).